# 棗荘市
棗荘市（そうそうし）は、中華人民共和国山東省に位置する地級市。
日中戦争では台児荘の戦いが勃発した場所である。このほかに映画『鉄道遊撃隊（zh）』で日中戦争の取材地となった。

## 地理
棗荘市は山東省南部に位置し、江蘇省徐州市に隣接する。
石炭の開発が盛んだったが最近では石炭が枯渇してきており、加えて、都市の地下は空洞部分が多いことから地盤沈下が激しく、市政府は現在、元々あった場所から移転している。
新都市建設プロジェクトは2000年5月18日に正式に発表されて以来、累計6.6億元投資された。2010年までに棗荘市の市クラスの機関は全て新城区に移転し、新都市の面積は10平方キロメートルになり、居住人口は10万人になる。新城区と薛城区・高新区が新都市の中心となる。
濫邑（現在の滕州市）は戦国時代の思想家の墨子の故郷と言われている。

## 産業
農業では、ザクロの栽培で中国屈指の栽培面積を誇る。2023年9月24日には、習近平総書記が視察した。

## 行政区画
5市轄区・1県級市を管轄する。
- 市轄区：
  - 薛城区・市中区・山亭区・嶧城区・台児荘区
- 県級市：
  - 滕州市

| 棗荘市の地図                                |
| ------------------------------------------- |
| 市中区 薛城区 嶧城区 台児荘区 山亭区 滕州市 |

### 年表
この節の出典

#### 魯中南行政区台棗専区
- 1949年10月1日 - 中華人民共和国山東省魯中南行政区台棗専区が成立。嶧県・費県・蒼山県・麓水県・臨城県・邳県・趙鎛県・蘭陵県・棗荘弁事処・湖区弁事処が発足。(8県2弁事処)
- 1949年10月29日 - 平原省湖西専区崋山県・銅北県・沛県・豊県を編入。(12県2弁事処)
- 1950年5月9日 
  - 嶧県・沛県・銅北県・崋山県・豊県・麓水県・臨城県・棗荘弁事処・湖区弁事処が滕県専区に編入。
  - 費県・蒼山県・邳県・趙鎛県・蘭陵県が臨沂専区に編入。

#### 魯中南行政区尼山専区
- 1949年10月1日 - 中華人民共和国山東省魯中南行政区尼山専区が成立。済寧市・済北県・平邑県・白彦県・滋陽県・滕県・鳧山県・泗水県・曲阜県・鄒県が発足。(1市9県)
- 1950年5月9日 
  - 済寧市・済北県・平邑県・白彦県・滋陽県・滕県・鳧山県・曲阜県・鄒県が滕県専区に編入。
  - 泗水県が泰安専区に編入。

#### 滕県専区
- 1950年5月9日 - 魯中南行政区尼山専区済寧市・済北県・平邑県・白彦県・滋陽県・滕県・鳧山県・曲阜県・鄒県、魯中南行政区台棗専区嶧県・沛県・銅北県・崋山県・豊県・麓水県・臨城県・棗荘弁事処・湖区弁事処を編入。滕県専区が成立。(14県)
  - 麓水県が白彦県に編入。
  - 済寧市・済北県が合併し、済寧県が発足。
  - 棗荘弁事処が嶧県に編入。
  - 湖区弁事処が臨城県・嶧県に分割編入。
- 1950年11月18日 - 済寧県が市制施行し、済寧市となる。(1市13県)
- 1951年6月16日 - 済寧市の一部が分立し、済寧県が発足。(1市14県)
- 1952年3月18日 (1市14県)
  - 沂水専区蒙山県の一部が平邑県に編入。
  - 徐州市銅山県の一部が滕県に編入。
- 1952年8月18日 - 臨城県が薛城県に改称。(1市14県)
- 1952年11月25日 - 豊県・沛県・銅北県・崋山県が江蘇省に編入。(1市10県)
- 1953年7月2日 - 滕県専区が湖西専区と合併し、済寧専区の発足により消滅。
  - 平邑県が臨沂専区に編入。

#### 棗荘市
- 1960年1月7日 - 嶧県が県級市の棗荘市に改称。
- 1961年9月12日 - 済寧専区棗荘市が地級市の棗荘市に昇格。斉村区・台児荘区・嶧城区・薛城区を設置。(4区)
- 1976年7月12日 - 斉村区の一部が分立し、市中区が発足。(5区)
- 1978年11月17日 - 済寧地区滕県を編入。(5区1県)
- 1983年11月15日 (5区1県)
  - 斉村区の一部が市中区に編入。
  - 斉村区の残部・滕県の一部が合併し、山亭区が発足。
- 1988年3月7日 - 滕県が市制施行し、滕州市となる。(5区1市)